# Kata Pejnović
Kata Pejnović, född 1899, död 1966, var en kroatienserbisk politiker (kommunist) och feminist.
Hon var ordförande för Jugoslaviens antifascistiska kvinnofront, ledamot i kroatiska kommunistpartiets centralkommitté och i parlamentet.